# Женска репрезентација Финске у хокеју на леду
Женска репрезентација Финске у хокеју на леду (фин. Suomen naisten jääkiekkomaajoukkue) национални је тим у хокеју на леду који представља Финску на такмичењима на међународној сцени. Делује под ингеренцијама Хокејашког савеза Финске који је пуноправни члан Међународне хокејашке федерације. Надимак репрезентације је Лавице (фин. Naisleijonat).
Најбољи пласман женске репрезентације Финске на ранг листи ИИХФ је 3. место, први пут остварен по окончању такмичарске 2003. године.
Женска сениорска репрезентација дебитовала је на међународној сцени утакмицом против селекције Норвешке играној у Копенхагену 6. децембра 1988. године. Једна је од најуспешнијих женских селекција на свету. На пет од укупно 6 одржаних европских првенстава Финкиње су освајале златне медаље. Чак 12 пута су освајале бронзане медаље на светским првенствима, односно 2 бронзе на олимпијским играма.